# Martina Werner (Künstlerin)
Martina Werner (* 4. Oktober 1929 in Köln; † 2018) war eine deutsche Schriftstellerin und bildende Künstlerin.

## Leben
Sie stammte aus einer Künstlerfamilie, zumeist Maler, und wuchs in Köln und Wien auf. Ihr Vater war Maler, die Mutter Schauspielerin. Nach dem Abitur und der Ausbildung als Journalistin in Freudenstadt kümmerte sie sich zunächst um ihre Familie mit fünf Kindern. Verheiratet war sie mit dem Journalisten und Hörspielautor Peter Kuhweide. Von 1959 an arbeitete sie als freie Mitarbeiterin für Zeitungen, Zeitschriften und das Fernsehen. Einblick in die Fernsehproduktion erhielt sie einige Jahre beim Südwestfunk Baden-Baden. In ihrem künstlerischen Werdegang schrieb sie zunächst Lyrik und Kurzprosa, ab 1973 war sie überwiegend als bildende Künstlerin tätig. Von 1965 bis 1972 lebte sie vorwiegend in Spanien, ab 1970 hatte sie ihren Wohnsitz auch wieder in Deutschland in Bremen, bis sie 1976 in die ehemaligen Schule Otterstein in Grasberg bei Worpswede zog und 2002 nach Nordleda.

## Werke

### Lyrik
Ihre ersten Gedichte veröffentlichte Martina Werner 1964 in der von Arnfrid Astel herausgegebenen Reihe Lyrische Hefte. 1965 nahm Hans Magnus Enzensberger in sein Kursbuch I fünf der Monogramme von Martina Werner auf und stellte die Lyrikerin damit in internationalen Zusammenhang. Im selben Jahr folgte der Band Monogramme im Suhrkamp-Verlag.
Die Monogramme, eine Auswahl aus Martina Werners Zyklus Elegien, sind Langgedichte in freier Versbildung, durchnummeriert (Monogramm 1 – Monogramm 30) und teils mit römischen Ziffern unterteilt. Mit Zeilenbrüchen mitten im Sinnzusammenhang und im Wort und tabulatorisch gestaffelten Einrückungen setzen sie die Systeme Sprache und Schrift in Kontrast und erzeugen einen die einzelnen Monogramme verbindenden Gesamtfluss in Wort und Schriftbild. Zitate von modernen Lyrikern, Alltagsaussagen und Reflexionen schaffen eine Metalyrik über der Lyrik. Charakteristisch ist die über lange Strecken durchgehende Wiederholung und Variation von Schlüsselwörtern und Bildern, ähnlich einer endlosen Rondo-Form. Die Prinzipien der Ebenenschichtung, Strukturüberlagerung, Reihung und Variation wendete Martina Werner später auch in der bildenden Kunst an, insbesondere im Gesamtkunstwerk Señor Mendoza und der C-Stamm.
1985 vertonte sie eine Reihe der Monogramme als von ihr selbst gesungene Lieder und spielte sie mit dem experimentellen Musiker und bildenden Künstler Claus van Bebber als Perkussionisten ein. Die Kassette gab sie der eigenen Neuauflage ihres Lyrikbandes bei. Mit der Musik-Literatur-Performance Monogramme traten Werner und van Bebber in den folgenden Jahren mehrfach auf, u. a. im Skulpturenmuseum Glaskasten Marl, im Kunstverein Unna und im Badischen Kunstverein Karlsruhe.
In den Jahren nach 1965 schrieb Martina Werner weitere Gedichte. Veröffentlicht wurden sie u. a. in die horen, herausgegeben von Johann P. Tammen.

### Bildende Kunst
Während eines mehrjährigen Aufenthaltes auf der Baleareninsel Formentera begann Martina Werner neben ihrer literarischen Arbeit zu malen und hatte erste Ausstellungen. Ihre Arbeit als freie Künstlerin begann sie 1973 in Bremen mit einer Serie von Radierungen. Bis 1978 schuf sie ihr druckgrafisches Werk. Mit ihrer Serie Traces, großformatigen Kaltnadel-Radierungen, nahm sie 1975 und 1976 an der Großen Kunstausstellung im Haus der Kunst München teil sowie 1976 an
der Ausstellung Bild-Text der Albrecht-Dürer-Gesellschaft, Nürnberg, der Internationalen Grafik-Biennale, Frechen, und der Internationalen Triennale für farbige Druckgrafik, Grenchen CH.
Daneben entstanden ab 1976 die Federzeichnungen Fundwörter und die Reihe Tropismen. In ihnen verband sie eine Abschrift des Romans Die goldenen Früchte von Nathalie Sarraute mit Elementen der Malerei und der Federzeichnung. Damit bezog sie die Handschrift in ihr Kunstwerk ein und begründete ihr Konzept der Verbindung von Literatur und bildender Kunst.
In ihrer Ausstellung in der Bremer Kunsthalle 1979 zeigte Werner neben den Tropismen großformatige Tafelbilder, teils zusammengesetzt aus Einzeltafeln. Im selben Jahr führte sie mit ihrer Ausstellung Verschiedene Behältnisse des Señor Mendoza – El mundo del Señor Mendoza und dem gleichnamigen Bodenobjekt in der Bremer Produzentengalerie Gruppe Grün ihre Kunstfigur des Señor Mendoza ein. Außerdem zeigte sie Collagen der Reihe Entwürfe zu Grabmälern und Objekte der Reihe Entwürfe zu Opferhäusern. Das Mendoza-Objekt wurde in der Folge die Keimzelle des Gesamtkunstwerks Señor Mendoza und der C-Stamm und begleitet dessen sämtliche Ausstellungen.

### Señor Mendoza und der C-Stamm
Das Gesamtkunstwerk Señor Mendoza und der C-Stamm inszenierte Martina Werner 1981 erstmals im Schwedenspeicher-Museum Stade. Es lässt sich als eine fiktive Ethnologie mit Mendoza als dem Ethnologen, dem C-Stamm als seinem Forschungsobjekt und dem Kunstwerk als Manifestation der Ergebnisse interpretieren, also als eine individuelle Mythologie mit Bezug zur Konzept-Kunst und zur Spurensicherung.
Als eigentlichen künstlerischen Impuls bezeichnete Martina Werner dabei die Verschmelzung der Disziplinen der Wissenschaft, der Literatur und der bildenden Kunst, die Verbindung der Kunstgattungen und Inszenierung von Räumen und Raumkomplexen. Durch ihre Arbeit in Werkreihen, teils über Jahrzehnte, und die Übernahme von Teilen früherer Ausstellungen in die folgenden führte sie die Dimension der Zeit in ihr Gesamtkunstwerk ein.
1987/88 stellte sie Der Graue Fetisch – Señor Mendoza und der C-Stamm im Germanischen Nationalmuseum Nürnberg aus und bezog dabei die Fundstücke und Vitrinen der Abteilung für Vor- und Frühgeschichte in ihre Inszenierung ein.
2000 gründete sie in Worpswede die Mendoza-Gesellschaft e.V., die seitdem ihr Gesamtkunstwerk betreut. Im 2001 von ihr eingerichteten Mendoza-Museum Otterndorf, einem Barockhaus in der Altstadt des Nordseebades, fanden bis 2009 neun Mendoza-Ausstellungen statt.

### Kunst in der Landschaft, Performance, Video
Neben dem Mendoza-Komplex arbeitete Martina Werner in den Bereichen Kunst in der Landschaft, so mit ihrem Worpswede-Projekt Der lange Weg. Das weite Land. zum 100-jährigen Jubiläum des Künstlerdorfs, sowie Performance und Video.

## Mitgliedschaften
- Verband deutscher Schriftsteller
- Gründungsmitglied, Vorstandsmitglied und zeitweise Vorsitzende des Berufsverbandes Bildender Künstler Bremen (heute BBK Bremen)
- BBK Niedersachsen
- Gruppe Grün Bremen
- GEDOK Bremen
- Gründungsmitglied der Mendoza-Gesellschaft e.V.[5]

## Stipendien, Ehrungen
- 1975 Stipendium der Aldegrever-Gesellschaft, Münster
- Stipendium der Theodor-Heuss-Stiftung, Bonn
- 1984 Stipendium des Landes Niedersachsen
- 1994 Ehrengast der Villa Massimo Rom
- 2014 Sonderpreis zum Paula Modersohn-Becker Kunstpreis des Landkreises Osterholz[5]

## Einzelausstellungen (Auswahl)
- 1973: Paula-Modersohn-Becker-Haus, Bremen
- 1975: Graphothek Bremen
- 1975: Kunstverein Lingen
- 1976: Kunstverein Unna
- 1977: Galerie Brusberg, Hannover
- 1979: Kunsthalle Bremen
- 1982: Atelier Rolf Glasmeier, Gelsenkirchen
- 1987: Graphothek Bremen

## Ausstellungen Señor Mendoza und der C-Stamm
- 1979: Verschiedene Behältnisse des Señor Mendoza, Galerie Gruppe Grün, Bremen
- 1981: Señor Mendoza und der C-Stamm, Schwedenspeicher-Museum, Stade
- 1984: Señor Mendoza und der C-Stamm, Überseemuseum, Bremen
- 1987: Der Graue Fetisch – Señor Mendoza und der C-Stamm, Germanisches Nationalmuseum Nürnberg
- 2000: Aus dem Fundus der Mendoza-Gesellschaft, Galerie Altes Rathaus, Worpswede
- 2001/2002: Señor Mendoza und der C-Stamm, Mendoza-Museum, Otterndorf
- 2002/2003: Broken Field – Señor Mendoza und der C-Stamm in 4 Generationen Landschaft, Mendoza-Museum, Otterndorf
- 2003: The Second Mouse Museum – Señor Mendoza und der C-Stamm, Mendoza-Museum, Otterndorf
- 2003/2004: Die allmähliche Verfinsterung des Blicks – Señor Mendoza und der C-Stamm, Mendoza-Museum, Otterndorf
- 2004/2005: Señor Mendoza und der C-Stamm – Epitaphe, Schriften, neue Arbeiten, Mendoza-Museum, Otterndorf
- 2005/2006: Labyrinthe, Mendoza-Museum, Otterndorf
- 2006: Aus dem Fundus, Mendoza-Museum, Otterndorf
- 2006/2008: Garten Eden, Mendoza-Museum, Otterndorf
- 2008/2009: Nebenwelten, Mendoza-Museum, Otterndorf
- 2010: Der 13. Raum – Señor Mendoza und der C-Stamm, Städtische Galerie Bremen
- 2014: lesen – Señor Mendoza und der C-Stamm, Galerie Altes Rathaus Worpswede

## Kunst in der Landschaft
- 1981: Kunst-Landschaft, Barkenhoff, Worpswede
- 1982: Kunst in der Landschaft, Binnenheide/Kevelaer
- 1983: Plastik im Freien, Schlossgarten Oldenburg
- 1983: Das Revier – Motiv und Motivation, Zeche Carl, Essen-Altenessen
- 1984: 2. Symposion Nordseeküste, Cuxhaven
- 1985: Symposion Vier Jahreszeiten, Binnenheide/Kevelaer
- 1985: Kunst im Park, Kleve, Schloss Gnadenthal
- 1987: Gezeiten, Kunst im Unterweser-Raum, Schwanewede
- 1988: Kunst-Landschaft, Landschaft-Kunst, Remscheid-Küppelstein
- 1988: Innenstadt, Symposion Heilbronn
- 1989: Der lange Weg. Das weite Land., Worpswede. Projekt zu 100 Jahre Worpswede
- 1989: Innenstadt, Breminale, Bremen
- 1991: Schützen, Wappnen, Entrüsten, Symposion Fort Kugelbake, Cuxhaven

## Performances
Seit 1984 Literatur-, Video- und Musikperformances, u. a. mit Andrea Werner, Claus van Bebber, Paul Hubweber.
- Weserstrand, Bremen, Cuxhaven, Berlin
- Monogramme, Marl, Unna, Essen, Krefeld, Köln, Münster, Osnabrück, Hannover, Karlsruhe, Bremen, Bremen-Vegesack, Bremerhaven
- Meditation automatique mit TOXLOR, Witten, Krefeld, Köln, Karlsruhe
- Gesche Gottfrieds Machtgesänge, Bremen
- Besucher, Worpswede, Otterndorf
- Puppenspiele, Bremen, Otterndorf, Worpswede
- Papiermaschine, Worpswede, Bremen, Bremen-Vegesack, Cuxhaven, Berlin
- Der lange Weg. Das weite Land., Worpswede

## Werke in öffentlichen Sammlungen
- Land Bremen
- Kunsthalle Bremen
- Graphothek Bremen
- Universitätsbibliothek Bremen
- Graphothek Osterholz
- Gemeinde Worpswede
- Landkreis Cuxhaven
- Land Niedersachsen
- Kunstverein Unna
- Kunstverein Lingen
- Graphothek Düsseldorf
- Graphothek Köln
- Kunstsammlungen Veste Coburg
- Germanisches Nationalmuseum Nürnberg
- Albertina Wien
- Neuer Berliner Kunstverein
- Stadt Gdańsk